# 573. grenadirski polk (Wehrmacht)
573. grenadirski polk (izvirno nemško 573. Grenadier-Regiment; kratica 573. GR) je bil pehotni polk Heera v času druge svetovne vojne.

## Zgodovina
Polk je bil ustanovljen 15. oktobra 1942 s preimenovanjem 573. pehotnega polka; dodeljen je bil 304. pehotni diviziji. Uničen je bil januarja 1945.
Ponovno je bil ustanovljen aprila 1945 iz delov Grenadirskega polka Böhmen-Mähren.